# Stazioni di Cyanidium caldarium di Pozzuoli
Das FFH-Gebiet Stazioni di Cyanidium caldarium di Pozzuoli ist ein NATURA 2000-Schutzgebiet in der italienischen Region Kampanien. Das etwas mehr als 4 ha große Schutzgebiet liegt am äußeren Kraterrand des Solfatara-Vulkans im Gemeindegebiet von Pozzuoli in den von Vulkanismus geprägten Phlegräischen Feldern. Es befindet sich im Regionalpark Phlegräische Felder und wird vom zuständigen Amt für Natur- und Landschaftsschutzgebiete der Region Kampanien verwaltet.

## Bedeutung
Das FFH-Gebiet ist durch die Präsenz von warmen und sauren Fumarolen gekennzeichnet. Es ist das einzige Schutzgebiet in Europa, in dem das thermophile Cyanidium caldarium vorkommt.

## FFH-Lebensraumtyp
Im FFH-Gebiet Stazioni di Cyanidium caldarium di Pozzuoli ist auf Basis des Anhang I der FFH-Richtlinie folgender schützenswerter Lebensraumtyp verzeichnet:
- Lavafelder und Aushöhlungen

## Arten

### Besonders schützenswerte Arten

#### Vögel
Folgende Arten, die im Anhang I der Vogelschutzrichtlinie der EU gelistet sind, sind im FFH-Gebiet Stazioni di Cyanidium caldarium di Pozzuoli anzutreffen. Die mit einem (b) gekennzeichneten Arten brüten im Schutzgebiet:
- Eisvogel
- Neuntöter (b)

Des Weiteren sind folgende Arten von gemeinschaftlichem Interesse gemäß Anhang II gelistet:
| - Singdrossel - Teichralle | - Turteltaube - Waldschnepfe |

#### Säugetiere
Unter den im Schutzgebiet vorkommenden Säugetieren finden sich folgen Arten von gemeinschaftlichem Interesse gemäß Anhang IV der FFH-Richtlinie:
- Große Hufeisennase
- Kleine Hufeisennase

#### Einzeller
- Cyanidium caldarium

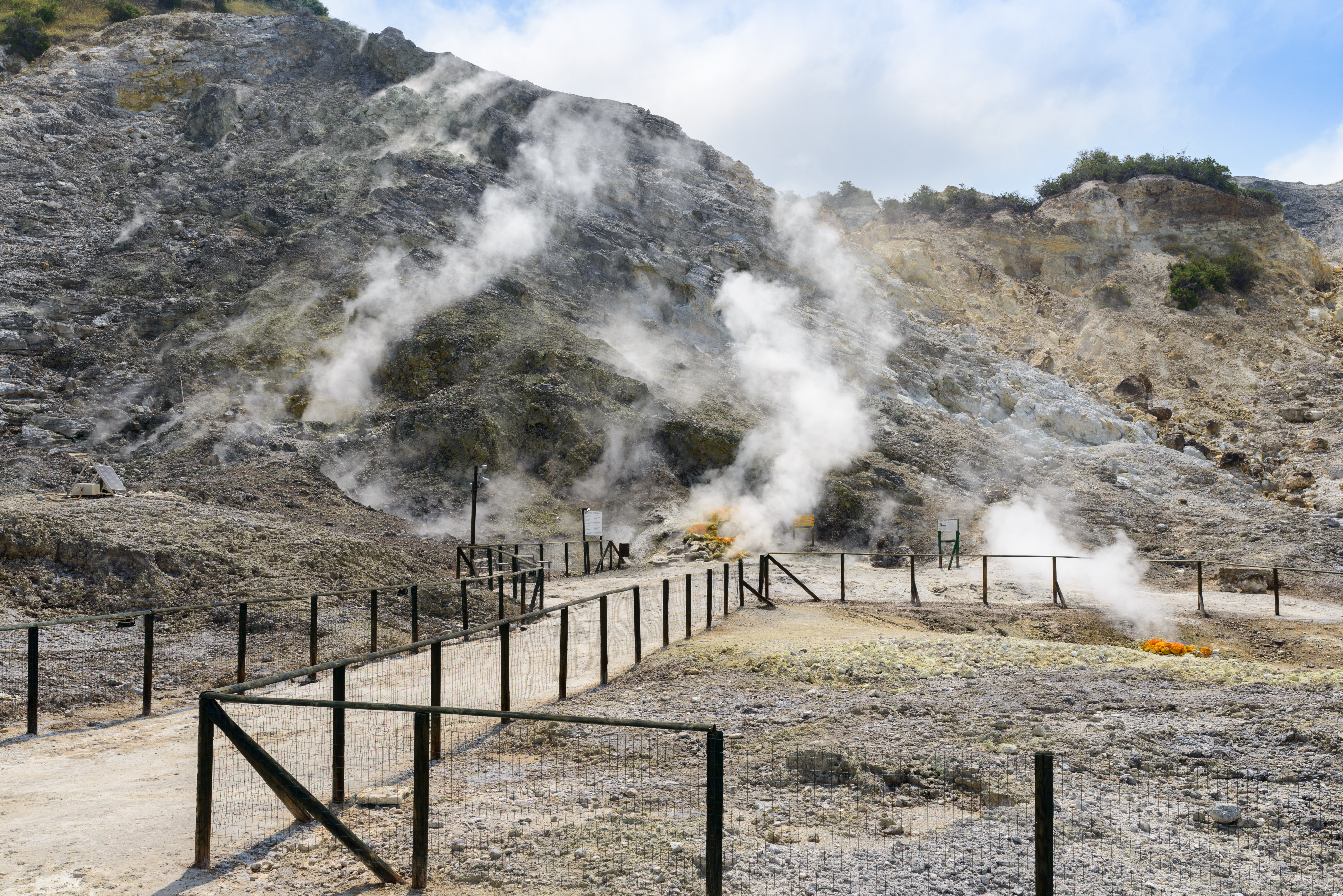
Fumarole im Solfatara-Krater
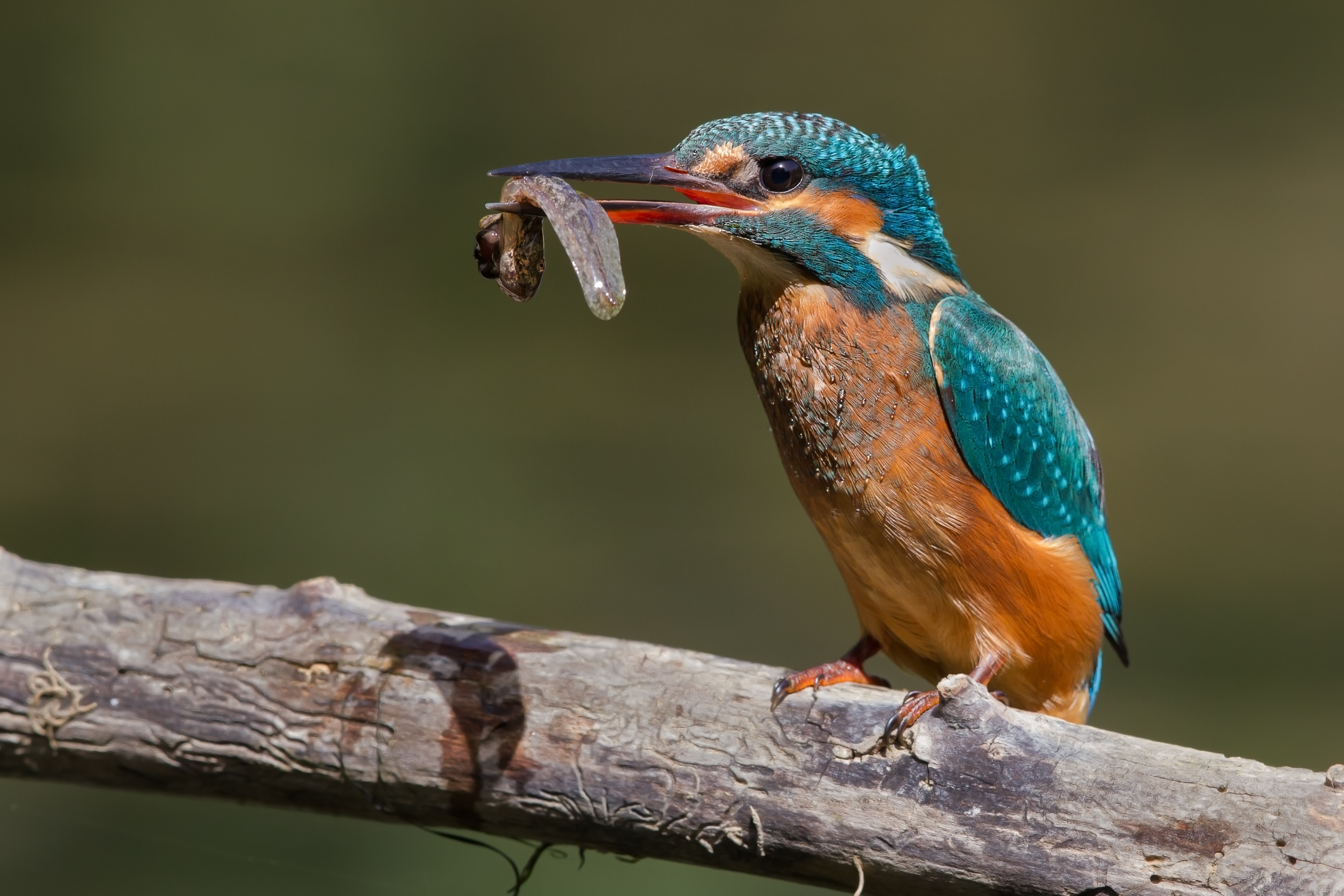
Eisvogel
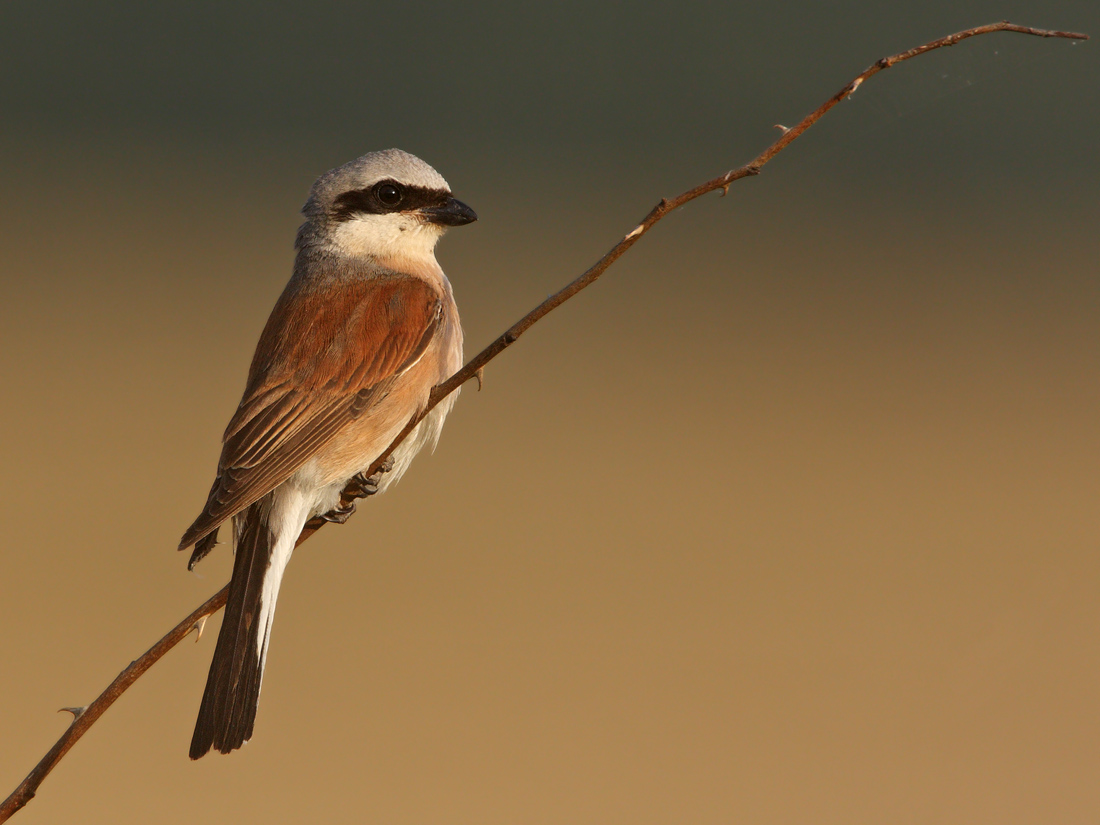
Neuntöter
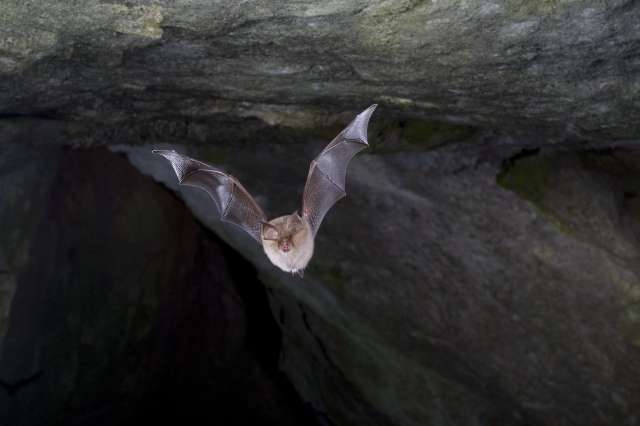
Kleine Hufeisennase

## Gefährdung und Schutzmaßnahmen
Das zuständige Amt für Naturschutz listet als Gefährdungspotentiale die starke Urbanisierung der Umgebung, anthropogene Störungen sowie biologische Invasoren auf. Da sich das Schutzgebiet auf Privatgrund befindet, müssen eventuelle Schutzmaßnahmen mit den Besitzern abgestimmt werden. Die Vereinbarungen mit den Besitzern können allerdings nach einer Folgeabschätzung ausgesetzt werden, wenn die öffentliche Sicherheit gefährdet ist.